# Kühlkette
Die Kühlkette ist das durchgängige System der Kühlung beim Transport zwischen Hersteller, Großhändler, Händler und Verbraucher; insbesondere von Lebensmitteln und zunehmend auch von medizinischen oder chemischen Produkten.

## Marktanforderungen
Die Zahl kühlpflichtiger Produkte nimmt deutlich zu. Neben Produkten aus Pharmazie und Kosmetik betrifft dies vor allem frische und tiefgekühlte Lebensmittel. Die Logistikbranche setzt eine Vielzahl an Spezialbehältern und -fahrzeugen ein, um Waren in möglichst frischem Zustand bei den Empfängern abzuliefern. Zunehmend werden hier auch GPS-gestützte Flottenmanagement-Systeme eingesetzt, die die Kühltemperatur permanent erfassen und zyklisch an eine Zentrale senden, um dort die Einhaltung der Kühlkette zu überprüfen und zeitnah reagieren zu können.
Die Vereinigung 360 Quality beispielsweise hat das Ziel, den Qualitätsstandard in der Kühlkette zu erhalten, zu verbessern und zu dokumentieren.
Das Kühlkettenmanagement (englisch cold chain management) befasst sich mit der effizienten Kontrolle und der Organisation von Produktion und Logistik bezüglich der Kühlkette.

## Lebensmittel
Frischware und Gefriergut, deren Haltbarkeit von der dauernden Kühlung abhängig ist, bedürfen der ununterbrochenen Kühlung, um sie vor dem Verderb so lange wie möglich zu schützen. Die gesetzlichen Vorschriften für tiefgefrorenes Fleisch und Frischfleisch regeln die Temperaturzonen für die Kühlkette diverser Lebensmittel: Tiefgekühltes Fleisch und tiefgefrorener Fisch müssen dauerhaft und durchgängig auf minus 18 Grad Celsius gekühlt werden. Für Frischfleisch ist eine maximale Temperatur von 4 Grad, für Milch und Molkereiprodukte von 8 Grad zu gewährleisten. Schokolade benötigt Temperaturen von 15 bis 18 Grad. Für Obst und Gemüse sind je nach Art unterschiedliche Temperaturen sicherzustellen. Zum Beispiel werden frische Äpfel bei 1 bis 4 Grad, Mangos bei etwa 12 Grad Celsius transportiert. Entsprechend komplexe Anforderungen bestehen an die Logistik von Lebensmitteln. Kühlfahrzeuge verfügen daher oft über mehrere Kühlkammern mit unterschiedlichen Temperaturzonen.
Kommt es zu einer Unterbrechung der Kühlkette, so sind Lebensmittel dadurch möglicherweise verdorben, in ihrer Qualität gemindert oder in ihrer Haltbarkeitsdauer beeinträchtigt. Solche Lebensmittel werden meist aus dem Handel genommen und vernichtet. Geraten dennoch Lebensmittel, die derart beeinträchtigt wurden, in den Verkehr, so sind sie in ihrem Wert, insbesondere in ihrem Nähr- oder Genusswert oder in ihrer Brauchbarkeit nicht unerheblich gemindert. Diese Abweichung von der Verkehrsauffassung muss ausreichend kenntlich gemacht werden, andernfalls liegt ein vom LFGB sanktionierter Rechtsverstoß vor.

## Medizinische Produkte
Medizinische Produkte reagieren oft empfindlich auf Temperaturschwankungen. Die Lebensdauer von Impfstoffen beispielsweise kann sich erheblich verkürzen, wenn eine bestimmte Lagertemperatur auch nur kurzzeitig unter- oder überschritten wird. Fehlt also in bestimmten Fällen ein exakter Nachweis über die Temperatur beim Transport, muss bereits eine Schwankung angenommen und das Produkt vernichtet werden. Ähnlich verhält es sich bei Blutkonserven, Infusionen, Bakterienkulturen, chemischen Reagenzien und bestimmten human- und tiermedizinischen Pharmazeutika.
Allgemein werden Kühlketten in aktive und passive Kühlkette unterschieden. Kühlpflichtige Medikamente können sowohl aktiv als auch passiv gekühlt werden. Bei kühlkettenpflichtigen Arzneimitteln ist bei der Handhabung besonders darauf zu achten, dass bei einer passiven Kühlung nur validierte Medikamenten-Kühltaschen und Kühlboxen eingesetzt werden. Bei kühlkettenpflichtigen Arzneimitteln ist stets darauf zu achten, dass die Kühlung durchgehend ist und ununterbrochen stattfindet.

### Aktive Kühlkette
Durch die aktive Kühlkette wird das Ziel verfolgt, vorgeschriebene und definierte Temperaturintervalle von Arzneimittel durchgehend einzuhalten. Dabei wird neben der durchgehenden Kühlung i. d. R. auch eine durchgehende Temperaturkontrolle und -aufzeichnung durchgeführt. Aufgrund der Temperaturempfindlichkeit kühlkettenpflichtiger Arzneimittel hat der sichere Umschlag dieser Produkte und Waren höchste Priorität. Fahrzeuge, die für den Transport von kühlkettenpflichtigen Arzneimittel verwendet werden, müssen vor Einsatz qualifiziert und mit geeigneten Temperaturkontrollsystemen (Loggern) ausgestattet werden; gleiches gilt für Lagerbereiche und Medikamenten-Kühltaschen.

### Passive Kühlkette
Neben der aktiven Kühlung gibt es die Möglichkeit, Arzneimittel passiv zu kühlen. Die passive Kühlung wird allerdings nur als Zwischenstufe zwischen der aktiven Kühlung eingesetzt, meist bei Transporten zwischen Großhändler und Apotheken oder von der Apotheke zum Patienten. Hierbei sind die Fahrzeuge nicht mit elektrischer Kühltechnik ausgestattet. Um die Temperaturintervalle einzuhalten, werden bei Transporten geeignete Isolationstechniken verwendet. Abhängig von der geographischen Lage, in der die Transporte durchgeführt werden, können Transporte mit passiver Kühlung ganzjährig, saisonal oder nur vereinzelt durchgeführt werden. Hinzu kommen Dauer der Transporte sowie die Innenraumisolation der Transporter selbst. Aufgrund der hohen Kosten für aktiv gekühlte Transporte entscheiden Transportdienstleister und Großhändler oft tages- und wetterabhängig ob passive Transporte infrage kommen. Hierzu wird bei der Entscheidungsfindung auf Daten zurückgegriffen, die im Rahmen des Temperaturmonitoring gesammelt wurden. Die Entscheidung ob Transporte aktiv oder passiv gekühlt werden, basiert auch auf der Isolation der Arzneimittelverpackung selbst. Neben dem informativen Nutzen der Verpackung muss diese auch physikalischen, biologischen, klimatischen und chemischen Belastungen standhalten.
Die Gesetzgebung gibt Regelungen für den Transport und die Lagerung von kühlpflichtigen und kühlkettenpflichtigen Arzneimitteln vor. Hierbei gibt insbesondere die GMP-Richtlinie für Hersteller vor, wie Arzneimittel produziert und gehandhabt werden müssen, um die Qualität nicht nachhaltig zu beeinflussen. Die Qualitätskontrolle ist somit wichtiger Bestandteil bei Lagerung, Produktion und Transport und muss ausreichend von allen Beteiligten der Lieferkette dokumentiert und durchgeführt werden.
Außerdem gilt beispielsweise seit 1. November 2006 die Arzneimittel- und Wirkstoffherstellungsverordnung (AMWHV). Diese gibt vor, dass Ausgangsstoffe, Zwischen- und Endprodukte durch Lagerung und Transport auf dem Weg zum Abnehmer keinen Schaden nehmen. Auch die EU plant eine Verordnung zur lückenlosen Dokumentation des Transportweges solcher Produkte. Konventionelle Lösungen, meist Spezialverpackungen in Kombination mit passiver Kühlung durch Trockeneis, reichen hier oft nicht mehr aus. Trockeneis in Kühlboxen gefährdet zudem oft die Medikamente, weil sie durch Unterkühlung ihre Wirksamkeit verlieren können. Daher sind validierte Medikamenten-Kühltaschen und -Kühlboxen auch für den Einsatz von kurzen Strecken essenziell.

## Chemische Produkte
Chemische Halbzeuge unterliegen oft Anforderungen an bestimmte Lager-, Transporttemperaturen und -zeiten, da sie ansonsten bereits reagieren oder spezifizierte Eigenschaften verlieren. Moldmassen (Duroplaste) für die Herstellung von Gehäusen für ICs sind dafür ein Beispiel.

## Technische Systeme zur Temperaturkontrolle
- Fresh Check ist ein Indikator des US-Unternehmens Temptime. Dabei wird ein Polymer zusammengesetzt und aufgebracht, das sich abhängig von Zeit und Umgebungstemperatur verkettet und zu einer zunehmend dunkleren Färbung führt.
- Der blaue Punkt der Firma BASF und ihres israelischen Partners Freshpoint ist ein Etikett, welches direkt auf der Lebensmittelverpackungslinie angebracht und mit UV-Licht aktiviert wird. Der Farbstoff des sogenannten OnVu-Etiketts verblasst umso schneller, je höher die Temperatur ist. OnVu wird bereits von mehreren Kunden in Europa und Nordamerika verwendet.
- Der US-Konzern 3M arbeitet bei seinem Indikator mit dem Schmelzpunkt eines farbigen Wachses, das mit einer durchlässigen Schutzschicht abgedeckt wird. Schmilzt das Wachs bei einer vorgegebenen Temperatur, so dringt es nach außen und erstarrt dann deutlich erkennbar an der Oberfläche.
- Das CheckPoint-Etikett des schwedischen Herstellers Vitsab arbeitet mit den temperaturabhängigen Reaktionen von Enzymen, die eine Farbveränderung bewirken.
- Der von der Universität Münster (Prof. Dr. Meinhard Knoll) entwickelte Plastikchip PolyTakSys[2] misst über eine organische Elektronik die Zeit seit dem Abpacken des Lebensmittels unter Berücksichtigung der Umgebungstemperatur. Je nach Verlauf verändert sich die Restlaufzeit, die optisch angezeigt und auch per Funk an Kassensysteme übertragen werden kann.

## Radio-Frequenz-Identifikation (RFID) als Instrument der Dokumentation
Logistikunternehmen entwickelten besondere Branchenlösungen für die Lebensmittelindustrie, Gesundheits- und Kosmetikindustrie, um damit einen verlässlichen temperaturgeführten Transport anbieten zu können. Zur Schlüsseltechnologie in diesem Bereich entwickelt sich die Radio-Frequenz-Identifikation (RFID), weil sie Qualität auch dort gewährleistet, wo herkömmliche Systeme an ihre Grenzen stoßen.
Bei einigen Logistikfirmen können kühlpflichtige Produkte in einer Temperaturzone zwischen 2 und 8 Grad Celsius transportiert werden. Die Temperatur wird dabei über den gesamten Transportweg gemessen, überwacht und lückenlos dokumentiert. Auf Wunsch kann jedes einzelne Packstück mit einem wieder verwendbaren RFID-Chip ausgerüstet werden, der die Temperatur exakt an der Ware misst.
Das RFID-System besteht aus zwei Komponenten, dem Lese-, Schreibgerät und dem Transponder, auch als Tag bezeichnet. Das Lesegerät fungiert als Schnittstelle zwischen einer Software und dem Datenspeicher auf dem Transponder, in dem die Informationen gespeichert und von dem sie abrufbar sind. Die mit einem Temperatursensor ausgestatteten Transponder können den Verlauf der Umgebungstemperatur in ihrem Speicher aufzeichnen. Danach können die Daten über das Lesegerät ausgelesen und an einen Rechner übermittelt werden. Sendet ein Lesegerät ein Funksignal aus, antwortet der in der Nähe befindliche Transponder, und die in ihm gespeicherten Informationen werden über das Lesegerät an die Software übertragen.
Da für die Kommunikation weder physischer noch optischer Kontakt notwendig ist, können beispielsweise auch die Daten von Transpondern innerhalb von Verpackungen ausgelesen werden. Unter bestimmten Umständen kann es durch das meist isolierende Verpackungsmaterial zu Problemen beim Erkennen und Lesen der Transponder kommen. Zusätzlich können die Lesegeräte die Datenträger neu beschreiben. Bei solchen Schreibvorgängen baut das Lese-/Schreibgerät eine Kommunikation zum Transponder auf und gibt die Informationen der jeweiligen Anwendung an diesen weiter, etwa um ihn neu oder anders zu programmieren oder um Daten hinzuzufügen. Die gespeicherten Temperaturdaten sind allerdings manipulationssicher, können daher nicht verändert werden.

## Überwachung während des Transports
Für die Überwachung der Kühlkette im Transport bieten die meisten Hersteller von Kühlaggregaten sogenannte Temperaturdatenschreiber (Kühldatenlogger) an. Diese enthalten einen Datenspeicher und in der Regel einen Drucker für den Ausdruck des Temperaturverlaufs, der als Abliefernachweis an den Kunden verwendet werden kann. Diese Geräte melden (optisch und/oder akustisch) Fehlfunktionen des Systems oder auch Alarme bei Überschreitung der festgelegten Temperaturen an.
In Bereichen, wo eine vom eigentlichen Kühlsystem unabhängige, redundante Überwachung nötig ist, kommen herstellerunabhängige Systeme mit separat installierten Temperaturfühlern zum Einsatz.
Das Problem bei der Temperaturüberwachung durch Temperaturdatenschreiber liegt darin begründet, dass nur die Temperatur im Thermobehälter und nicht im Medikament erfasst werden. Die Temperaturdifferenz und die Kühldauer im Vergleich von Messungen die im oder neben dem Medikament durchgeführt werden, beträgt oftmals mehrere Grad und mehrere Stunden. In beiden Fällen können diese Betriebszustände, Temperaturdaten und -verläufe in Echtzeit online übertragen und erfasst werden, allerdings spiegeln sie nicht die Temperatur des Medikaments selbst wider. Dazu bieten verschiedene Unternehmen Systeme an, die das Kühlsystem mit Internetportalen zur Überwachung der Kühlung in den Fahrzeugen verbinden. Große Speditionen integrieren diese Subsysteme auch gerne in ihre Flottenmanagement-Lösungen. Sie sind dadurch unabhängig von Herstellerportalen und können die erfassten Temperaturdaten direkt mit weiteren Betriebsprozessen koppeln.